# Voo Airblue 202
O Voo Airblue 202 foi um voo doméstico regular de passageiros da Airblue operado por um Airbus A321-200 que caiu em 28 de julho de 2010 próximo a Islamabad, Paquistão, após os tripulantes perderem contato com controladores de tráfego aéreo enquanto tentavam pousar sob forte nevoeiro e chuva de monção. Todos os 146 passageiros e os seis tripulantes morreram. A aeronave colidiu contra as Colinas de Margalla enquanto seguia do Aeroporto Internacional Jinnah em Karachi para o Aeroporto Internacional Benazir Bhutto em Islamabad. Depois que a queda foi confirmada, tropas e helicópteros foram despachados para o local do acidente, o maior acidente em solo paquistanês e o primeiro acidente fatal envolvendo um Airbus A321.

## Histórico

### Aeronave
A aeronave que caiu foi um Airbus A321-231, registrado AP-BJB. A Aeronave foi construída em 2000 e tinha um número de série do fabricante 1218. Este foi o primeiro acidente fatal no A321 e a segunda perda total do modelo.  A aeronave havia sido entregue à Aero Lloyd e usada pela Aero Flight antes de ser utilizada pela Airblue em 2006. Ela acumulou mais de 34 mil horas de voo em 13 500 ciclos. A aeronave foi atingida por um raio em 30 de dezembro de 2008.

### Tripulação
O capitão do voo 202, Pervez Iqbal Chaudhry, 61 anos, tinha 25 497 horas de vôo, com 1 060 horas na família A320. O primeiro oficial Muntajib Ahmed, 34 anos, ex-piloto de caça no F-16 da Força Aérea do Paquistão, tinha 1 837 horas de voo e apenas 286 horas na família A320.

## Acidente

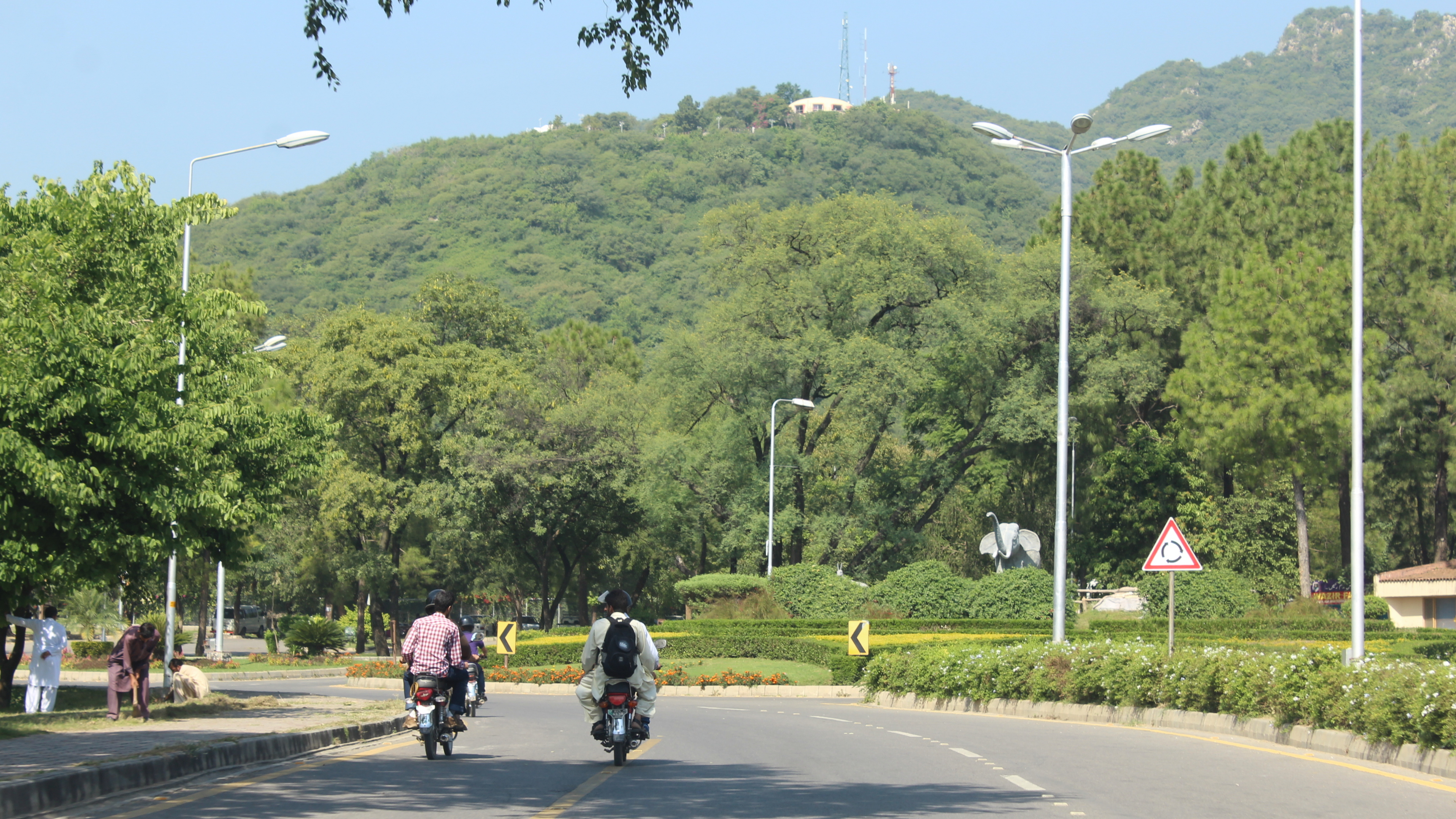
Margala Hills, the crash site of Flight 202

O vôo partiu de Karachi às 07h41 hora local :22 Os controladores de voo no Aeroporto Internacional Benazir Bhutto perderam contato com a aeronave as 09h41, horário local (04h41 UTC). As condições climáticas da época eram marginais, e o capitão de um avião da China Southern havia desviado para um aeroporto alternativo 30 minutos antes.:29
A aeronave se aproximou de Islamabad a partir do sudeste, seguindo um procedimento que exigia que ele voasse em direção ao aeroporto até fazer contato visual. Deveria então ter voado pelo aeroporto para o leste e norte, mantendo-se a uma distância de 5 mn até alinhar com a pista 12, voltada para o sudeste. A aeronave caiu nas montanhas fora do raio, aproximadamente 8 nm ao norte do aeroporto, antes que pudesse se alinhar com a pista 12 para a aproximação final.
Enquanto a BBC relatou que as autoridades declararam que "não havia nada nas conversas entre o piloto e a torre de controle de Islamabad que sugerisse que algo estava errado". Multiple EGPWS "TERRAIN AHEAD" warnings were recorded on the Cockpit Voice Recorder starting 40 seconds before the crash. The first officer was also heard requesting to the captain "Sir turn left, Pull Up Sir. Sir pull Up".
Os pilotos não enviaram sinais de emergência antes do acidente. O Ministro do Interior do Paquistão, Rehman Malik, afirmou que o avião estava a 2 600 pés quando se aproximou de Islamabad, mas voltou para 3 000 pés antes de eventualmente cair. A altitude de 2 600 pés estava acima da altitude mínima segura de descida se a aeronave permanecesse dentro do raio de 5 nm do aeroporto.
Uma testemunha em solo, afirmou que "o avião havia perdido o equilíbrio e depois o vimos afundando". Outros descreveram o avião como mais baixo do que deveria estar. "Eu me perguntava por que o avião não estava voando mais alto, pois estava voando em direção a colina", afirmou um deles. "Então, dentro de três ou quatro minutos, ouvi uma explosão alta". Outro disse que "estava chovendo. Vi o avião voando muito baixo da janela do meu escritório". Imran Abbasi told The New York Times that he "could tell it was trouble because it stayed so low even though the mountains were up ahead". He stated that the jet was "flying as low as a four-story building". Imran Abbasi disse ao 'The New York Times' que ele "poderia dizer que era problemas porque ficou tão baixo, mesmo que as montanhas estivessem à frente". Ele afirmou que o jato estava "voando tão baixo quanto um prédio de quatro andares". Foi relatado que Abbasi disse que "quando a aeronave começou a girar, o lado direito da frente bateu em uma montanha mais alta, emitindo uma onda instantânea de fogo azul e fumaça negra".
O avião foi encontrado próximo ao ponto de observação de Daman-e-Koh nas colinas de Margalla, perto de Islamabad. o "Los Angeles Times" relatou que "imagens de televisão do local do acidente mostrava fumaça e destroços em chamas espalhados pela floresta. Helicópteros de resgate pairavam no local. O fogo era visível e a fumaça soprava da cena.
As condições meteorológicas dezenove minutos após o acidente, conforme detalhado no relatório Metar às 05h00 UTC para o Aeroporto Internacional Benazir Bhutto, foram as seguintes: Vento de 90º (leste) em 18 kn, visibilidade de 3 500 m, chuva moderada, nuvens esparsas a 1 000 pés, poucas nuvens a 3 000 pés, nublado a 10 mil pés. Temperatura 25 ºC, ponto de orvalho 24 ºC. QNH 1 006 hPa.A

## Tentativas de Resgate
Um oficial da polícia local afirmou que ele tinha relatos "de que o avião caiu nas colinas de Margalla. Há fumaça, mas não conseguimos chegar lá. Está cercado pelas colinas e não há acesso à estrada". Um helicóptero do exército chegou para inspecionar o local do acidente às 10h30, horário local (04h30 UTC), mas não conseguiu pousar. Todos os 152 passageiros foram confirmados mortos. All hospitals in Islamabad were declared in a state of emergency.
Uma pessoa presente no local do acidente afirmou que os passageiros "estão muito mutilados e queimados... e há duas mulheres entre os mortos". Ele disse aos jornalistas que "um bom número de equipes de resgate chegou ao local. Outras pessoas chegaram aqui por conta própria. O avião está totalmente destruído. As peças e peças se espalharam por uma grande distância. Algumas partes do avião ainda estão queimando." Alguns arbustos foram queimados. A senior city government official stated that the rescue operation was "very difficult ... because of the rain. Most of the bodies are charred. We're sending body-bags via helicopters".
Foi relatado, no entanto, que a operação de resgate foi "caótica". A jornalista da BBC Zeesha Zafar relatou que "havia menos equipes de resgate do que se poderia esperar. A maioria deles era membro da polícia antiterrorista. A maioria deles apenas ficou de pé, olhando para os destroços em chamas e parecendo estar lá. não havia muito que eles pudessem fazer ". Ele afirmou que um policial ameaçou socorristas se não "se movessem rapidamente". Zafar relatou que "justamente quando os socorristas estavam indo para o trabalho, um policial à paisana anunciou que um helicóptero do exército estava chegando para derramar água no fogo, e que todos deveriam saia do caminho. O trabalho parou. O helicóptero chegou, circulou no local algumas vezes e foi embora. Sem água. "Zafar continuou que" era claramente óbvio que havia nenhuma coordenação entre os trabalhadores de diferentes departamentos, como a polícia, o departamento de resgate, a Autoridade de Desenvolvimento de Capital e os militares... Os socorristas operavam de maneira caótica, vasculhando os escombros que não estavam pegando fogo... duas horas em que fiquei no local, vi equipes de resgate recolherem três cargas separadas de partes do corpo, amarradas em mortalhas. Não havia como dizer a quantas pessoas elas pertenciam".